# Musca hugonis
Musca hugonis este o specie de muște din genul Musca, familia Muscidae, descrisă de Adrian C. Pont în anul 1980. Conform Catalogue of Life specia Musca hugonis nu are subspecii cunoscute.